# 그라이코피테쿠스
그라이코피테쿠스(학명: Graecopithecus freybergi 그라이코피테쿠스 프레이베르기[*])는 사람과에 속하는 유인원이다. 그라이코피테쿠스의 하악골이 1944년에 발견되었다. 이후로 발견된 720만 년 전의 치아 표본의 분석은 그라이코피테쿠스가 가장 오래된 직계 조상임을 보여주었다. 그라이코피테쿠스는 인간을 제외한 침팬지의 공통 조상이다.

## 발견

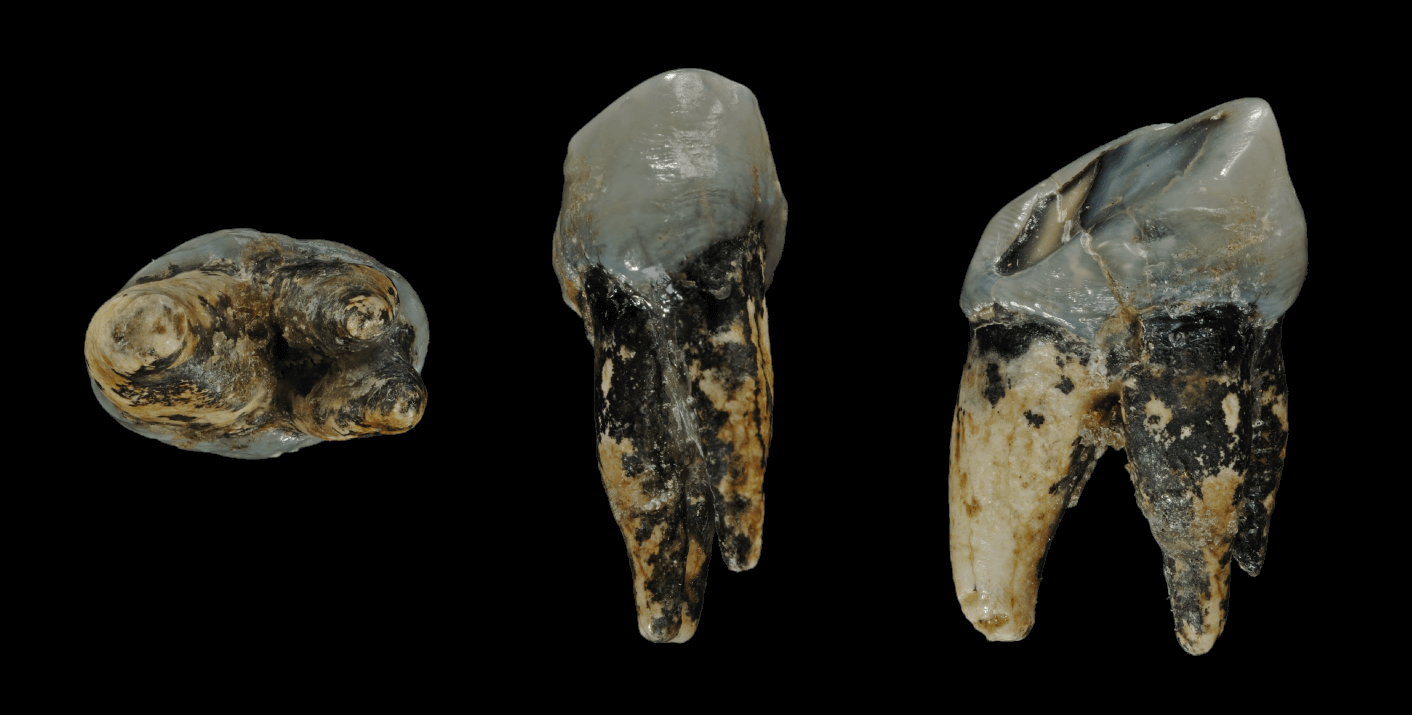
이빨 (불가리아 아즈마 카)

원래 그라이코피테쿠스 표본 하악골'이 같은 소문에 발굴, 1944년에 발견되었다가 점령 독일군이 전시에 벙커를 구축했다'. 세 번째 어금니가 매우 닳은 하악골, 두 번째 어금니의 뿌리 및 앞어금니의 파편은 아테네 북서쪽에 있는 피르고스 바실리시스 (Pyrgos Vassilissis)라는 발굴현장에서 나왔으며   땅 소유자가 이 위치에 수영장을 건설했기 때문에 (1986년 기준으로) 해당 현장의 발굴이 더이상 불가능하다.

## 분류
그라이코피테쿠스는 오우라노피테쿠스와 동일한 분류군으로 간주된다.   호미니드는 유럽에서 가장 잘 알려진 것들이다. 2002 크레타 발견 2010 연구  그라이코피테쿠스와 관련 될 수 있다.
2017년에 출판 된 프레이베르기 의 두 화석에서 어금니의 자세한 형태를 조사한 결과, 호모 와는 조상을 공유하지만 침팬지 ( Pan ) 와는 아니지만 조상이었던 것으로 추정 된다. 이 분류가 정확하다면, 그라이코피테쿠스는 인간과 인간이 아닌 영장류 사이의 " 잃어버린 고리 "이라는 19세기 용어에서 인간과 침팬지의 마지막 공통조상 이후 인간 계보의 가장 오래된 알려진 대표자 일 것이다. 이 종은 아프리카에서 발견된 가장 오래된 종자 (인간 혈통의 조상일 필요는 없음)보다 약 2백만 년 더 늦은 아르디피테쿠스, 사람속 자체의 출현은 그라이코피테쿠스보다 4백만 년 후가 늦어 유럽에서 그라이피테쿠스의 출현으로 동아프리카에서 호모가 개발되는 것을 막을 수 없다 (탄자니아에서 호모 하빌리스가 제안한 바와 같이). 그러나 2017년 연구에 대한 대중 언론 보도는 "인류의 출생지"를 결정하는 측면에서 결과를 내놓았다. 그레코피테쿠스는 720만 년 전에 남동 유럽에 살았으며 전제가 맞다면 그라이코피테쿠스는 유럽으로 진화 한 후 약 7백만 년 전에 아프리카로 이주하여 후손이 결국 사람 속으로 진화 할 것이다. 이 연구의 공동 저자 중 한 명인 데이비드 베군 (David Begun)은 "그의 데이트는 인간과 침팬지를 쪼개어 지중해 지역으로 옮길 수 있게 해 준다"고 인용했다. 이것은 인간의 혈통이 유럽에서 유래했을 가능성은 없지만 매우 실질적인 화석 증거는 아프리카에서 기원을 위치 시킨다는 말과 관련이 없는 인류 학자에 의해 인용된 것이다. 나는 고립 된 화석에서 단일 문자를 사용하여 아프리카의 증거에 반하는 것을 주저 할 것이다. " 그라코피테쿠스는 인간 계보의 직접적인 조상이 아니라 호미닌과 같은 특성을 독립적으로 진화 시켰을 수도 있다고 제안했다. "모든 인류 학자들이 Begun과 그의 팀의 결론에 동의하는 것은 아니다. 새로운 과학자가 지적했듯이, Nikiti 원숭이는 호미닌과 전혀 관련이 없을 수 있다. 비슷한 특징을 독립적으로 진화 시켜서 비슷한 음식을 먹거나 초기 호미닌과 비슷한 방식으로 씹는 치아를 개발할 수 있다. "

## 같이 보기
- 인류의 진화

- 그리포피테쿠스
- 아노이아피테쿠스
- 코로라피테쿠스
- 드리오피테쿠스
- 나칼리피테쿠스
- 피에롤라피테쿠스
- 삼부루피테쿠스

## 노트
1. ↑  von Koenigswald, G.H.R (1972). “Ein Unterkiefer eines fossilen Hominoiden aus dem Unterpliozän Griechenlands”. 《Proceedings of the Koninklijke Nederlandse Akademie van Wetenschappen Series B》 75 (5): 385–394.
2. ↑  Spassov 등. 2012.
3. 1 2  Casanovas-Vilar 등. 2011.
4. ↑  de Bonis & Koufos 1999.
5. ↑  de Bonis 등. 1986.
6. ↑  Koufos & de Bonis 2005.
7. ↑  Smith 등. 2004.
8. ↑  Begun 2002.
9. ↑  Gierliński 등. 2017.
10. ↑  http://www.news.com.au/technology/science/evolution/footprint-find-on-crete-may-push-back-date-humans-began-to-walk-upright/news-story/2e60cbd7386573dd2a45c5cc9d79297d
11. ↑  Fuss 등.
12. ↑  “Scientists find 7.2-million-year-old pre-human remains in the Balkans”. 《Phys.org》. 2017년 5월 22일. 2017년 5월 23일에 확인함.
13. 1 2  Knapton, Sarah (2017년 5월 22일). “Europe was the birthplace of mankind, not Africa, scientists find”. 2019년 2월 20일에 확인함.
14. 1 2  Dickinson, Kevin (2019년 4월 20일). “New fossils suggest human ancestors evolved in Europe, not Africa: Experts argue the jaws of an ancient European ape reveal a key human ancestor.”. 《NPR》. 2019년 4월 20일에 확인함.